# Montaquila
Montaquila – miejscowość i gmina we Włoszech, w regionie Molise, w prowincji Isernia.
Według danych na rok 2004 gminę zamieszkiwało 2471 osób, 98,8 os./km².